# Hymenoscyphus monticola
Hymenoscyphus monticola är en svampart som först beskrevs av Miles Joseph Berkeley, och fick sitt nu gällande namn av Baral 2005. Hymenoscyphus monticola ingår i släktet Hymenoscyphus och familjen Helotiaceae.   Inga underarter finns listade i Catalogue of Life.